# Stazione di Stonebridge Park
La stazione di Stonebridge Park è una stazione sita tra Tokyngton e Stonebridge, nel borgo londinese di Brent. È servita dai servizi dalla metropolitana di Londra e da treni suburbani transitanti sulla linea lenta per Watford (sezione della West Coast Main Line).

## Storia
La linea che serviva la stazione, gestita dalla London and North Western Railway, era la "Nuova Linea" inaugurata il 15 giugno 1912. Chiuse il 9 gennaio 1917 e riaprì come Bakerloo line il 1º agosto 1917. Una delle stazioni di manutenzione delle carrozze di questa rete si trovava sul sito dell'attuale deposito della metropolitana di Londra a nord ovest della stazione. Il capannone delle carrozze, ormai senza collegamento diretto con la linea DC, tra la stazione di Stonebridge Park e Stonebridge Park LU, fu originariamente costruito per ospitare le carrozze della LNWR utilizzando la linea DC.
Le attuali piattaforme della stazione e gli edifici associati sono stati costruiti dalla London, Midland and Scottish Railway dopo la distruzione delle strutture originali sotto i bombardamenti della seconda guerra mondiale, con la sola eccezione della biglietteria a livello del suolo. Lo stile delle piattaforme ricostruite è differente rispetto a quello delle stazioni della linea DC originale (ma non lo stesso della stazione di South Kenton, del 1938, sulla stessa linea), utilizzando calcestruzzo e acciaio anziché mattoni e legno, con pensiline in vetro. Gli edifici degli anni 1940 hanno anch'essi subito due grandi incendi che hanno portato alla ricostruzione delle strutture fino piattaforma laterale e successivamente alla demolizione parziale dell'immobile. Successive ristrutturazioni e miglioramenti delle strutture della piattaforma hanno mantenuto l'aspetto di base del 1940.
Alcune strutture dei binari sul lato sud-est della North Circular Road, che erano visibili almeno fino agli anni 1980, davano un'idea dell'esistenza di piattaforme su un sito separato lungo la linea verso Euston; tuttavia, le mappe degli anni 1920 mostrano che sulla stessa posizione coesistono strutture originarie e del dopoguerra. Queste strutture sembrano essere resti di piattaforme temporanee del periodo di guerra o della fase di ricostruzione, piuttosto che di una stazione separata precedente come a volte suggerito.
Dal 24 settembre 1982 al 4 giugno 1984 fu il capolinea nord della linea Bakerloo.

## Movimento
La stazione è servita dai treni della linea Bakerloo della metropolitana di Londra e dai treni della linea Watford DC della London Overground, transitanti lungo la linea ferroviaria omonima.
Il servizio della London Overground prevede, negli orari di morbida, quattro treni all'ora per direzione (verso Euston e verso Watford Junction).

## Interscambi
Nelle vicinanze della stazione effettuano fermata alcune linee automobilistiche, gestite da London Buses.
- Fermata autobus